# Макс и полурицарите
„Макс и полурицарите“ (на английски: Max & the Midknights) е американски анимационен сериал, базиран на едноименната поредица книги, написани и илюстрирани от Линкълн Пиърс (авторът на „Големия Нейт“, който също е адаптация на анимационен сериал). Сериалът е подаден като зелена светлина на 17 ноември 2021 г. Премиерата на сериала се излъчва в Европа, Азия и Латинска Америка на 14 октомври 2024 г., а в Съединените щати се излъчва на 30 октомври 2024 г.

## Актьорски състав
- Блу дел Барио – Макс
- Джеръми Раули – Чичо Будрик
- Калеб Йен – Кевин
- Сумалий Монтано – Алис, Жулиет, Розарин
- Браян Степанек – Крал Гастли, Тъжен селянин, Уилбър
- Зино Робинсън – Саймън, Харолд, Селянин #1, Самюъл
- Мелиса Виласеньор – Мили
- Гари Антъни Уилямс – Мъмблин
- Индия де Бефорт – Фендра

### Други гласове
- Дейвид Скели – Дорис, Фред
- Оливър Вакер – Стражите Барли и Карлос
- Фред Тарашор – Стражът Бърнард, Нолан
- Роби Деймънд – Крадец
- Индия де Бефорт – Разгневена селянка, Стара магьосница
- Кимбърли Брукс – Сюзън, Виола, Гейл
- Джейк Грийн – Стражът Бийн
- Кийт Фъргюсън – Стражът Антъни
- Бъмпър Робинсън – Стражът Денис, Лилав страх

## В България
В България сериалът се излъчва по локалната версия на „Никелодеон“ на 14 октомври 2024 г. с разписание всеки делник от 17:30 ч.